# Le Vampire (nouvelle)
Pour les articles homonymes, voir Le Vampire.
Le Vampire est une nouvelle écrite par John William Polidori publiée en 1819 dans le The New Monthly Magazine (en). Bien que ce ne soit pas dans cette nouvelle que l'on trouve la toute première apparition du vampire dans la littérature, ce texte popularisa le thème.

## Genèse
Pour sa nouvelle John William Polidori est parti d’un brouillon de Lord Byron écrit à la Villa Diodati lors de l’été qu’ils ont passé ensemble, avec le couple Shelley (Percy Shelley et Mary Shelley), en 1816. Dans le but d’attirer l’attention des lecteurs et d’utiliser la notoriété du poète, Le Vampire paraît tout d’abord sous le nom de Lord Byron, ce dont le poète se défend lorsque son éditeur, John Murray, le questionne à ce sujet  :
« J'ai bien reçu votre extrait ainsi que Le Vampire. Je n'ai pas besoin de préciser qu'il n'est pas de moi — il faut se plier à la règle — vous êtes mon éditeur (jusqu'au jour où nous nous disputerons) et ce qui n'est point publié par vous n'est pas écrit par moi. » Polidori envoya également un démenti au New Monthly Magazine, qui fut reproduit lors de la première publication américaine du texte, en mai 1819, dans les pages de L'Atheneum.
C'est l'éditeur londonien Henry Colburn qui se permet d'attribuer le récit à Lord Byron au moment de la publication du texte. Le titre complet donné par le magazine se présentait de cette façon : The Vampyre ; A Tale by Lord Byron. Ce sous-titre trompeur disparaît lorsque le texte est republié sans nom d'auteur, la même année, sous la forme d'un livre de 84 pages imprimé à Londres. L'ouvrage est ensuite réimprimé sept fois en Angleterre durant toute l'année 1819. À Paris, l'œuvre est traduite par Henry Faber en 1819 et paraît chez le libraire Chaumerot Jeune, sous le titre Le Vampire, nouvelle traduite de l'anglais de Lord Byron. Charles Nodier en propose une adaptation théâtrale en 1820, écrite en collaboration avec Pierre Carmouche et Achille de Jouffroy. La pièce est jouée au théâtre de la Porte-Saint-Martin et remporte beaucoup de succès.

## Résumé
Le Vampire raconte les mésaventures d’Aubrey, riche orphelin anglais, après sa rencontre avec l'énigmatique Lord Ruthven, un homme à la beauté froide : « Malgré la pâleur mortelle de son visage que ne coloraient jamais ni l'aimable incarnat de la pudeur, ni la rougeur d'une vive émotion, la beauté de ses traits fit naître à plusieurs femmes coquettes le dessein de le captiver ou d'obtenir de lui au moins quelques marques de ce qu'on appelle affection. » Voyageant avec lui à Rome, il se rend compte qu’il a le vice contagieux, son « caractère profondément dépravé » et « ses talents pour la séduction » le rendant « dangereux pour la société ». 
Voulant s'en détacher, il se rend en Grèce où il tombe amoureux de la jeune Ianthe, qui lui raconte des histoires de vampires. Au cours d'une nuit d’orage, il surprend un homme attaquant une femme dans une chaumière. Après la fuite de l’homme, il découvre horrifié que la morte n'est autre que Ianthe. Fou de chagrin, Aubrey tombe malade. C'est Lord Ruthven qui vient le soigner. Plus tard, au cours d'une expédition archéologique, Lord Ruthven est blessé par des brigands. Avant de mourir de ses blessures, Lord Ruthven fait promettre à Aubrey qu'il « ne fera connaître à aucun être vivant [ses] crimes et [sa] mort. » Aubrey jure sans comprendre. Il réalise, en fouillant dans les affaires de Lord Ruthven, que c’est lui qui a tué Ianthe, et qu'il est probablement un vampire.
Revenu à Londres, il rejoint sa jeune sœur qui doit faire son entrée dans le monde. Au cours d’une soirée à la cour, il croise, abasourdi, Lord Ruthven. Tenu par sa promesse, il ne peut révéler ce qu'il sait de lui. Durant des mois, Aubrey sombre peu à peu dans la folie, jusqu’au jour où il apprend que sa sœur va épouser Lord Ruthven. Il échoue à l’en dissuader. Finalement, il parvient, avant de mourir, à raconter toute son histoire à ses tuteurs, qui tentent de sauver sa sœur, mais arrivent trop tard.

## Inspirations
Pour son personnage de Lord Ruthven, Polidori s'inspire et du héros byronien, dans une version maléfique, et de Lord Byron tel qu’il le percevait. Il rajoute à cela les superstitions orientales (balkaniques et grecques) sur les vampires, créatures maléfiques buvant le sang de ceux qu'ils aiment et immortels, que seul un pieu dans le cœur peut faire mourir. Par ailleurs, Lord Byron avait abordé le sujet dans son poème Le Giaour publié en 1813.
Polidori ne pouvait non plus ignorer le poème de John Stagg, Le Vampire, paru en 1810 et composé de 152 vers, dont l’histoire se déroule en Hongrie et dans lequel une femme se rend compte que son mari malade est tourmenté par un ami décédé devenu vampire qui vient lui sucer le sang. 
La nouvelle connut immédiatement un grand succès. Elle fut adaptée tout au long du XIXe siècle, que ce soit au théâtre ou à l’opéra.